# Cunningtonia
Cunningtonia longiventralis, vrsta slatkovodne bentopelagičke ribe iz porodice ciklida (Cichlidae), red Perciformes. Jedini je predstavnik unutar svog roda i endem na južnoj polovici jezera Tanganyika. Klasificirao ju je Boulenger, 1906.
Engleskog naziva nema, a finski naziv za ju je Huulisulkahautoja. Naraste maksimalno 14.0 cm